# Iran na Mistrzostwach Świata w Lekkoatletyce 2009
Iran na Mistrzostwach Świata w Lekkoatletyce 2009 reprezentowany był przez 2 zawodników (1 kobietę i 1 mężczyznę). Żadnemu z nich nie udało się zdobyć medalu.

## Występy reprezentantów Iraku

### 800 m mężczyzn
- Sajjad Moradi - 23. miejsce w eliminacjach - 1:47,68 (nie awansował do drugiej rundy)

### pchnięcie kulą kobiet
- Leila Rajabi - 25. pozycja w eliminacjach - 16,60s (nie awansowała do finału)